# Rotta (nederzetting)

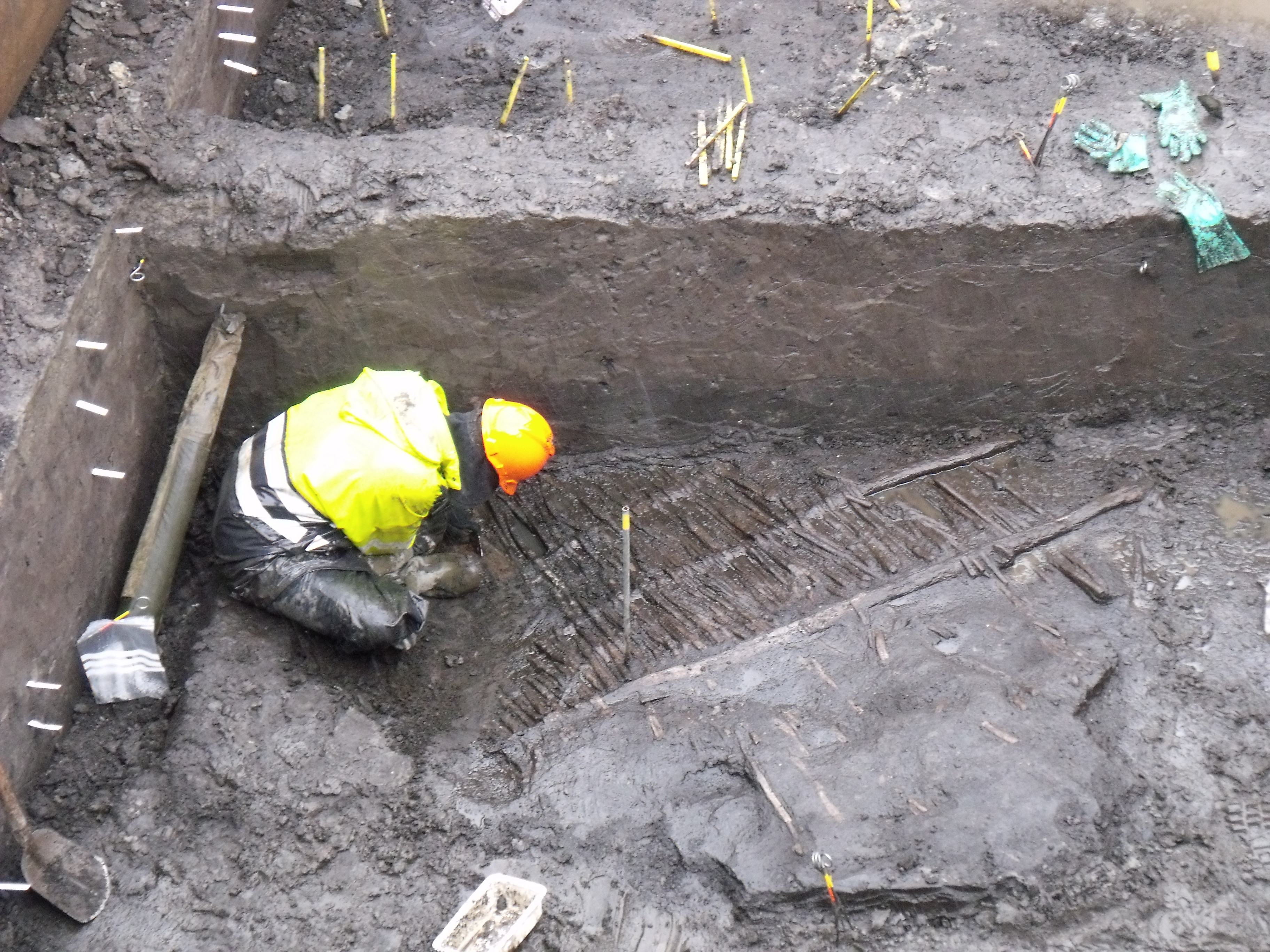
Archeoloog bij de muur van een boerderij van de nederzetting Rotta, tijdens onderzoek op het terrein waar de Rotterdamse Markthal zou verrijzen.

Rotta was een vroeg- en hoogmiddeleeuwse nederzetting aan de rivier Rotte en de voorganger van de huidige Nederlandse stad Rotterdam. De nederzetting bestond uit een lintbebouwing van boerderijen die gebouwd waren op terpen om ze te beschermen bij hoogwater. De bebouwing van Rotta wordt gedateerd op de 9e, 10e en 11e eeuw n.Chr. Zijn bewoners waren boeren die zowel akkerbouw als veehouderij bedreven. Ze dreven ook handel met andere gebieden. Zo zijn er munten uit Engeland en Tiel teruggevonden.

## Ontstaansgeschiedenis
De typische bebouwing van de nederzetting Rotta wordt gedateerd op de 9e, 10e en 11e eeuw n.Chr. Uit de Frankische periode zijn wel enkele huizen teruggevonden, maar die worden niet tot Rotta gerekend. De naam Rotta komt voor in twee Latijnse schenkingsoorkonden uit 1028 en 1050, die repten over de 'kerk van Rotta'. De bewoners, die in die tijd Oudnederlands spraken, hebben hun nederzetting zelf ook Rotta genoemd.

## Archeologisch onderzoek
Door archeologische onderzoeken voorafgaand aan de bouw van de Willemsspoortunnel, het appartementencomplex De Hofdame, het woongebouw City building, de woontoren Laurenshof en de Markthal is meer bekend geworden over de nederzetting. 
In 2000 werd bij archeologisch onderzoek voor het eerst een boerderij aangetroffen. Deze had een lengte van vijf tot zes meter. Tijdens archeologisch onderzoek op de site van de Rotterdamse Markthal werd voor het eerst een volledige terp opgegraven. Op die locatie bleek dat er zeker drie huisterpen stonden met op ieder twee huizen, die ongeveer tussen 925 en 1060 na Christus zijn gebouwd. Iedere boerderij kende een stal- en woongedeelte onder één met riet bedekt dak, met daartussen een ruimte voor ambachtelijke en huishoudelijke arbeid. In het woongedeelte zijn haarden en ovens (gebouwd van takjes en leem) teruggevonden.
Tijdens archeologisch onderzoek voor de bouw van de Willemsspoortunnel zijn zeven zilveren Tielse munten uit de elfde eeuw teruggevonden. In de wetenschap dat de nederzetting dicht bij een handelsroute tussen Vlaardingen en Tiel lag, werd duidelijk dat Rotta een handelsnederzetting van naam was. Later zijn ook Engelse munten teruggevonden. Ook is bekend dat op de Rotte schepen uit Duitsland en Engeland hebben gelegen. Op de site van de Willemsspoortunnel werden ook aardewerkscherven vanuit de achtste en negende eeuw, en een denarius uit de achtste eeuw van de Frankische koning Pepijn de Korte gevonden, wat dit beeld ondersteunt.
Rotta werd in de twaalfde eeuw geplaagd door grote overstromingen die een dikke laag klei achterlieten en het gebied onbewoonbaar maakten. Zo was er in 1170 een grote overstroming van de Rotte als gevolg van een stormvloed (de Allerheiligenvloed). Tussen die periode en het bouwen van de dam aan de Rotte in 1270 dat de stichting van Rotterdam inluidde, zijn dan ook vrijwel geen huizen meer teruggevonden.
Volgens Marco van Trierum van de Rotterdamse archeologische dienst BOOR was Rotta niet een puur agrarische gemeenschap, maar was het tevens, net als Dorestad, Vlaardingen en Witla (hetzij in mindere mate) een handelsplaats langs de rivier de Merwede.

### Galerij
Beelden van de opgravingen op de site van de Markthal in de grondlaag waar de nederzetting Rotta zich bevindt. De gele paaltjes tonen waar de muren van de boerderij stonden. De archeoloog is bezig met de blootlegging van een muur van een boerderij uit de vroege periode. 

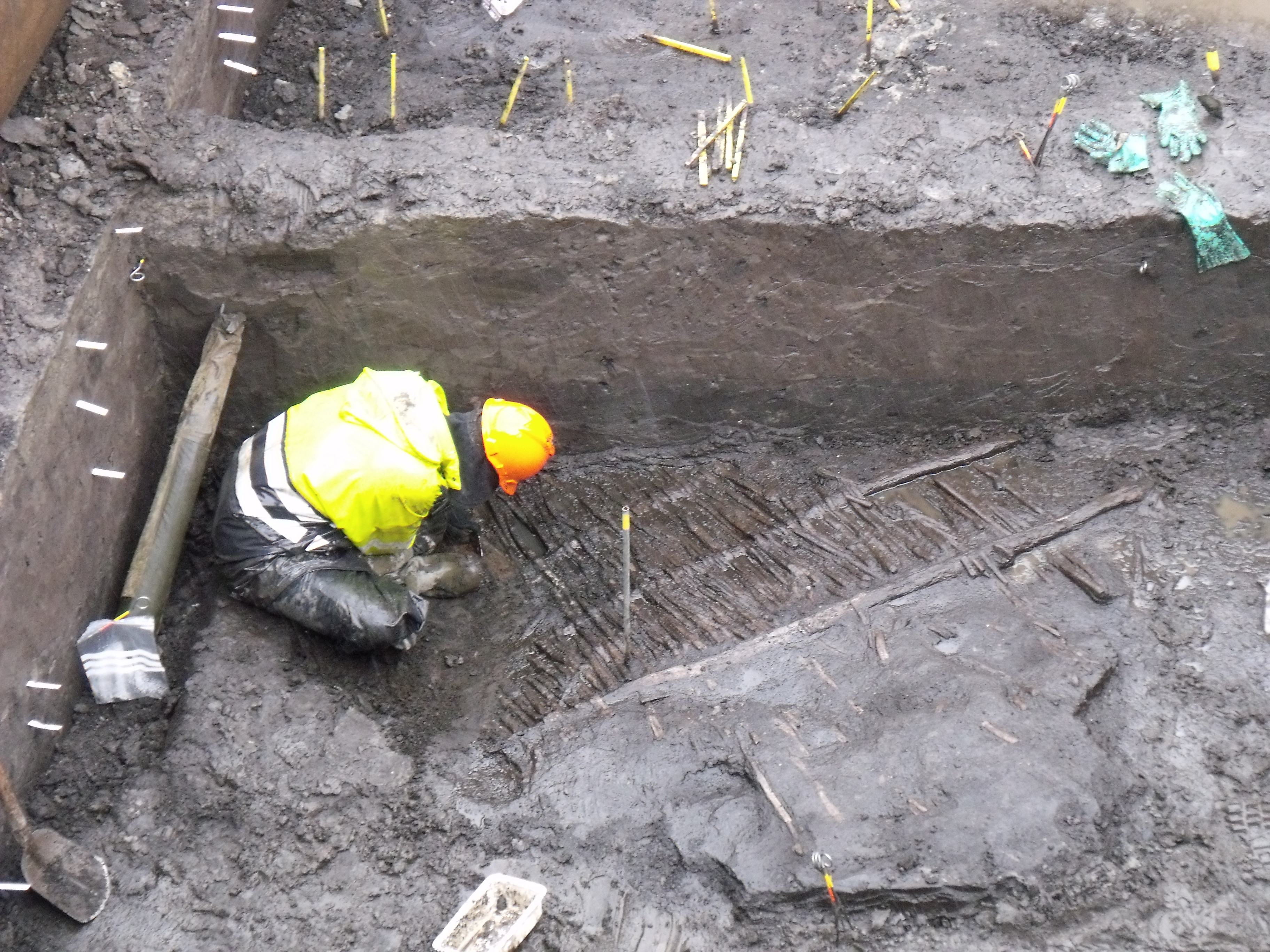
Archeoloog bij de muur van een boerderij
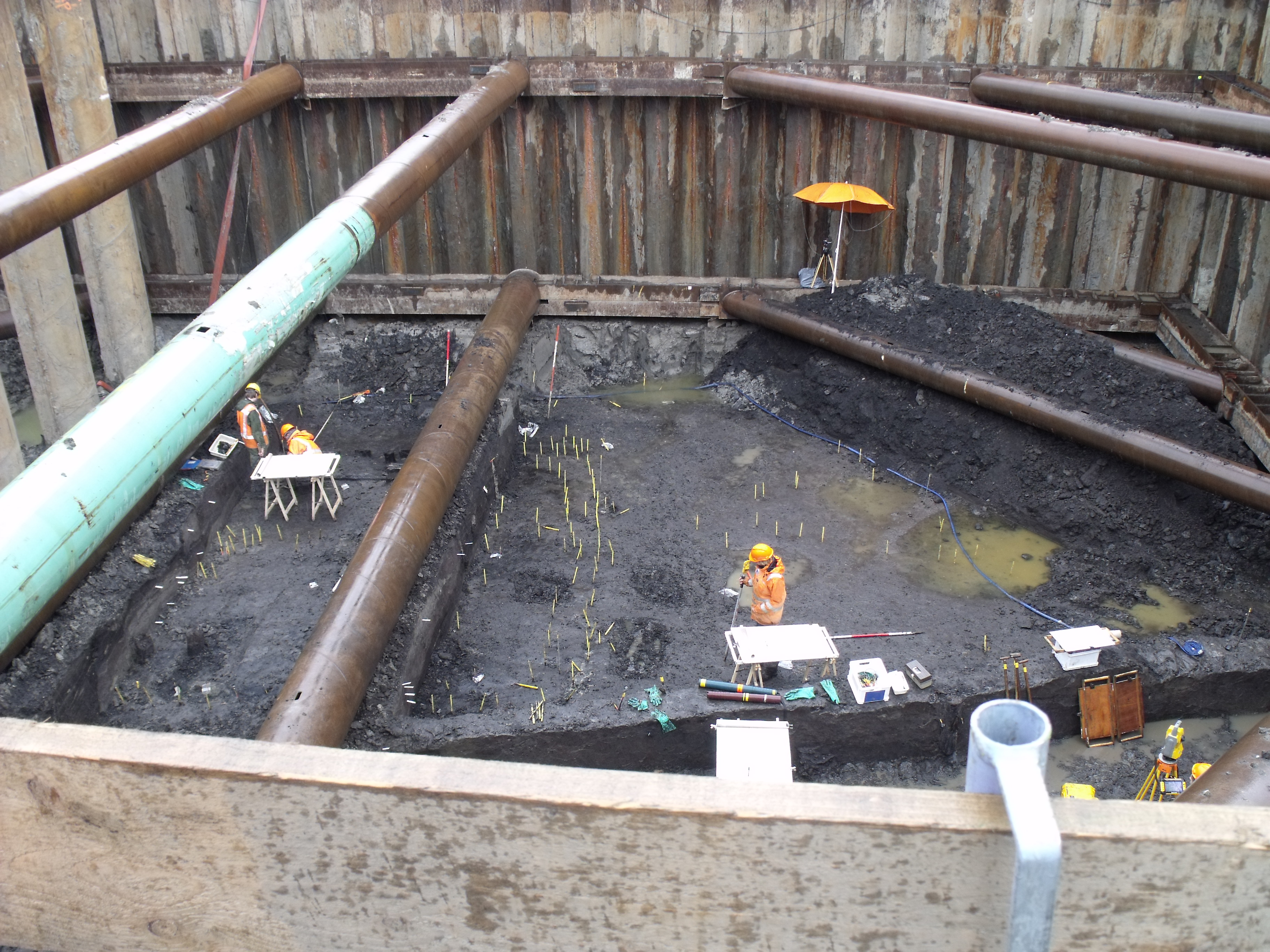
Gele paaltjes tonen de muren van het huis
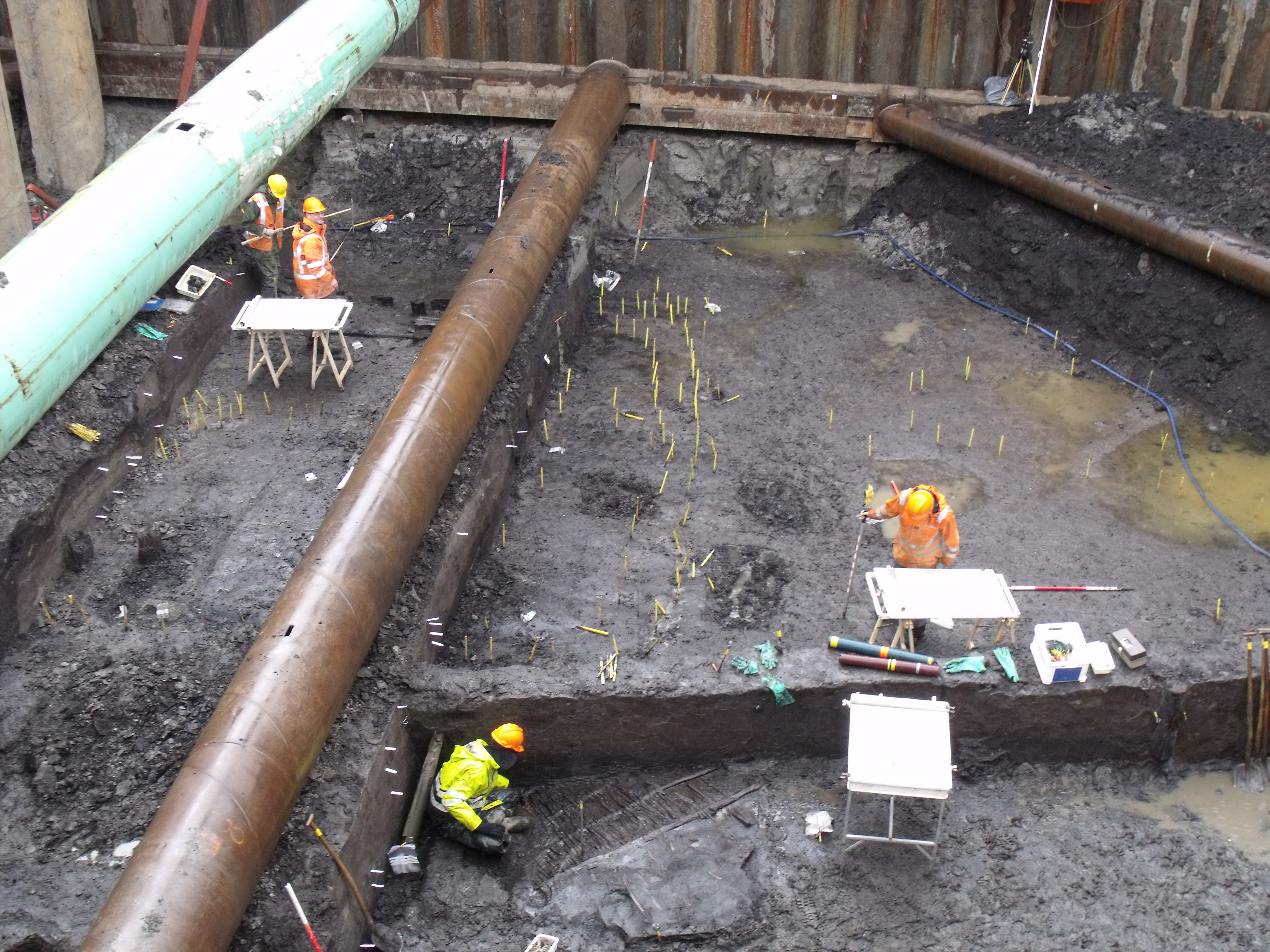
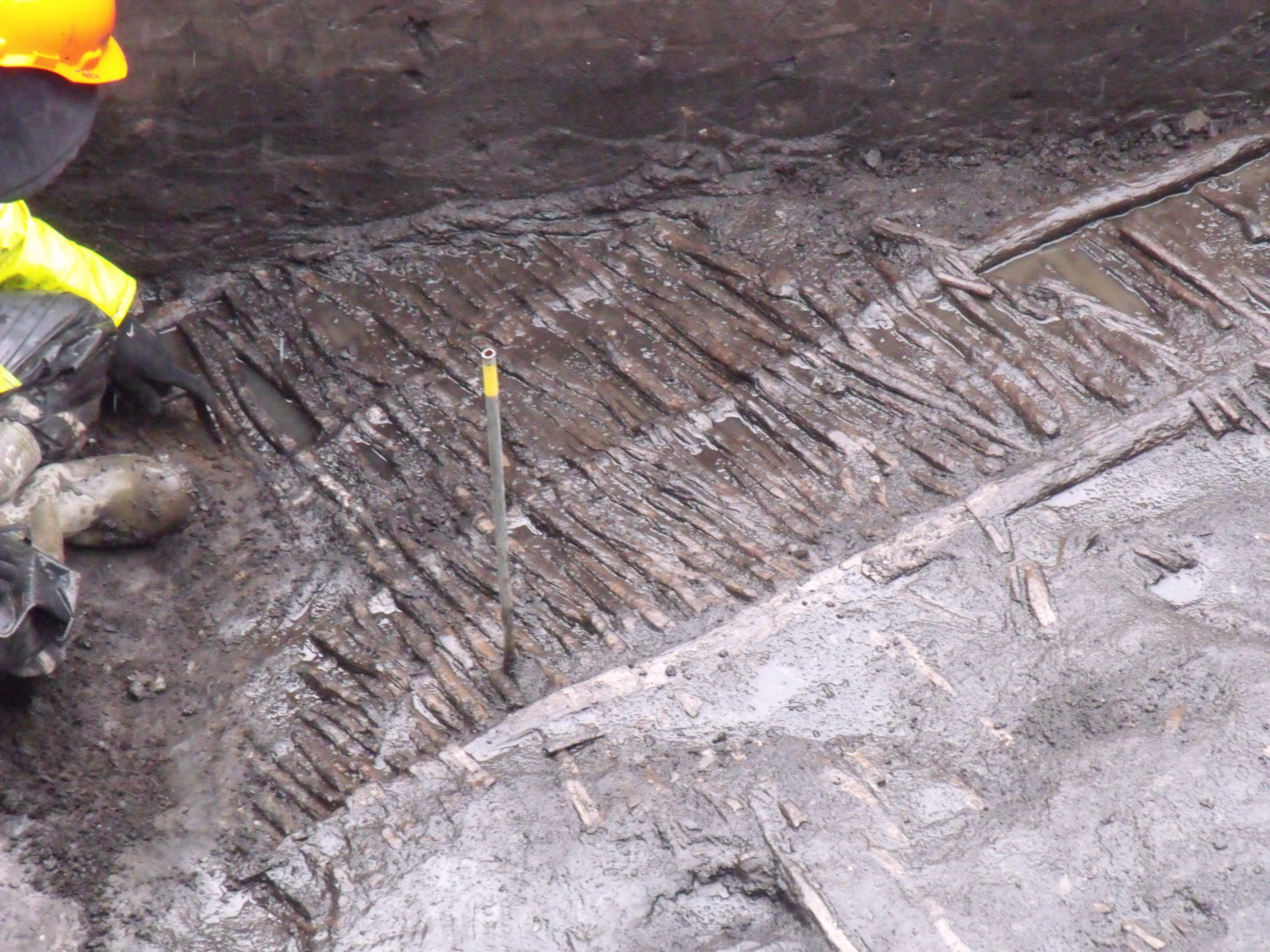
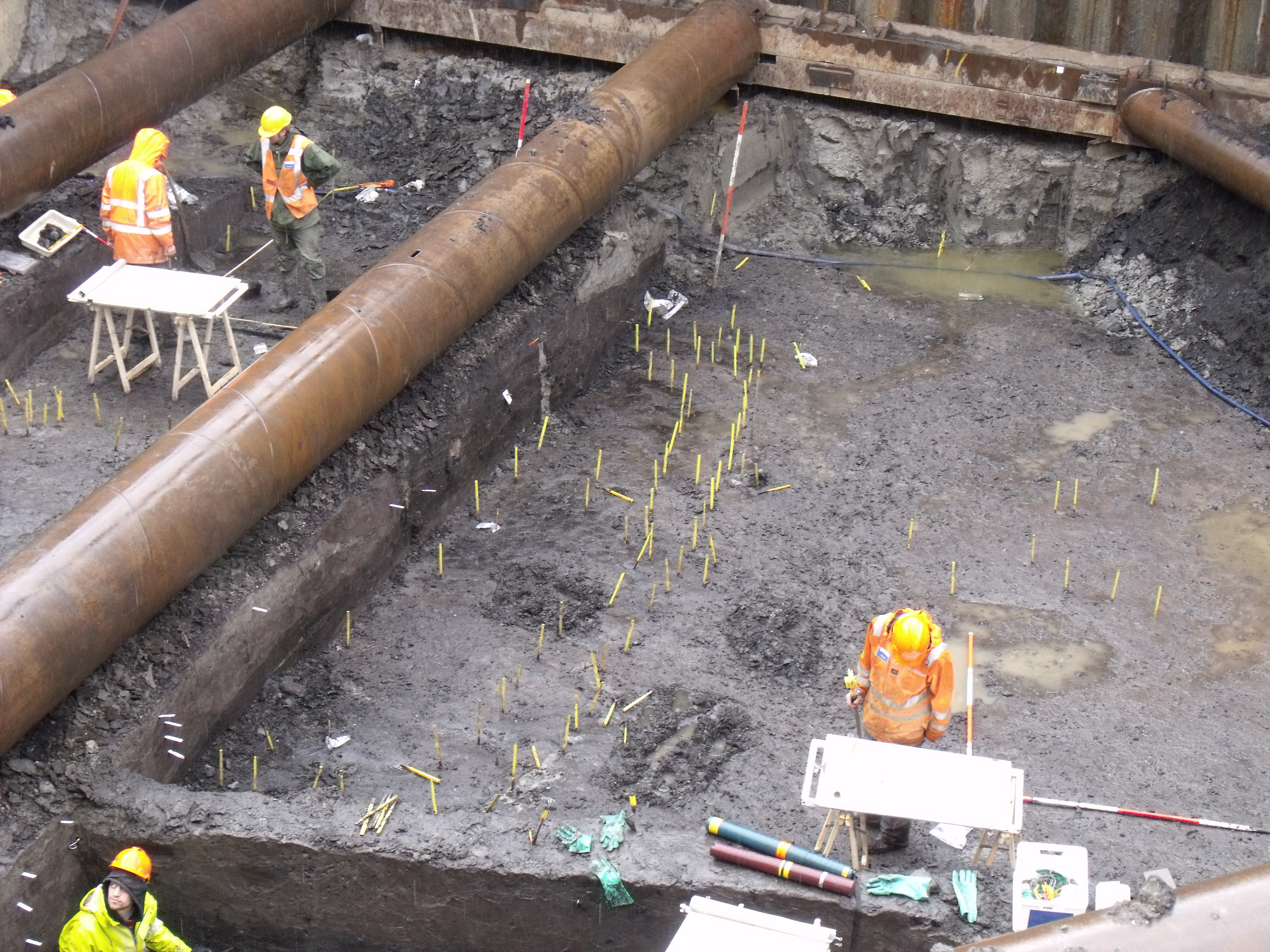
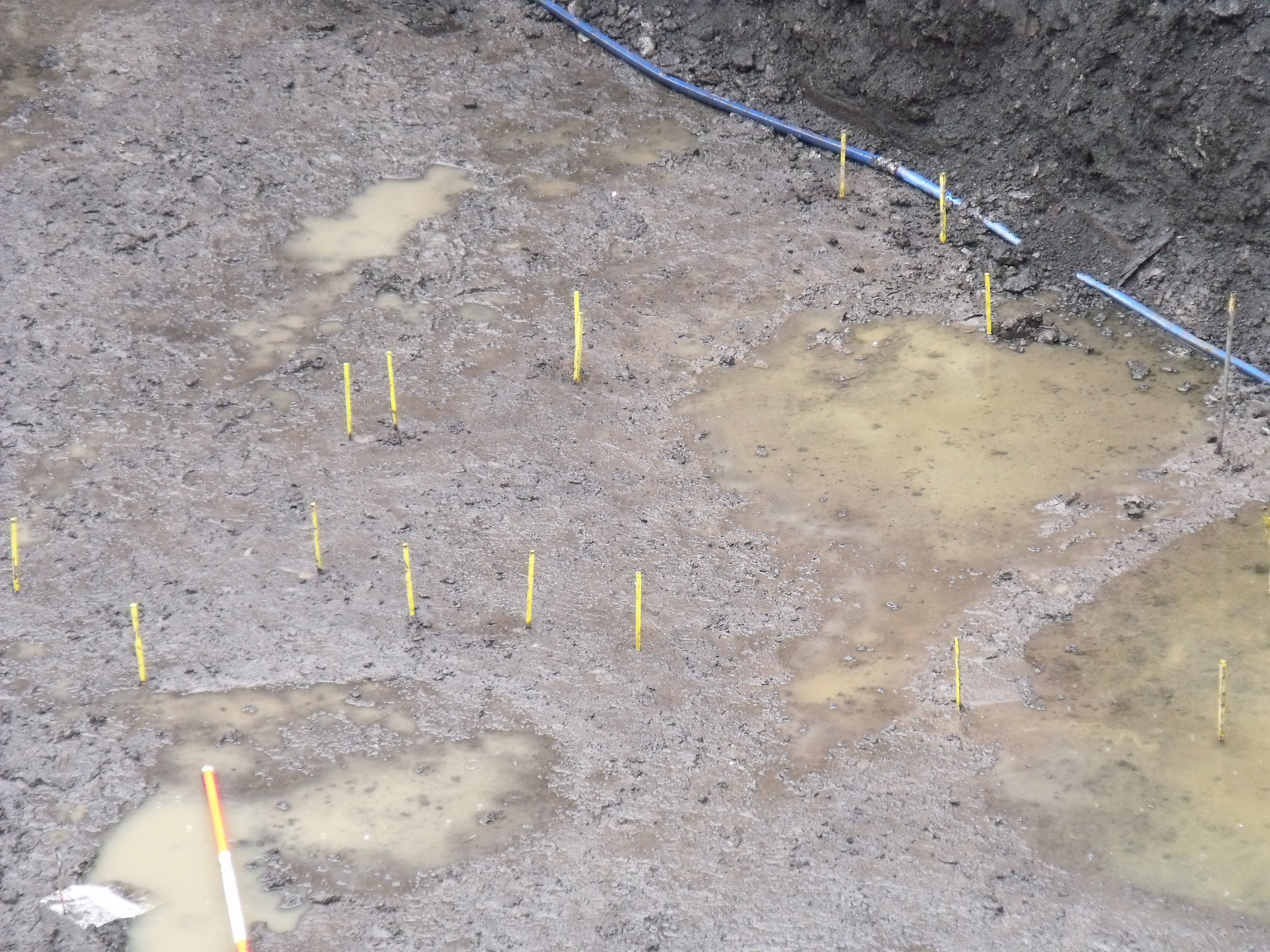
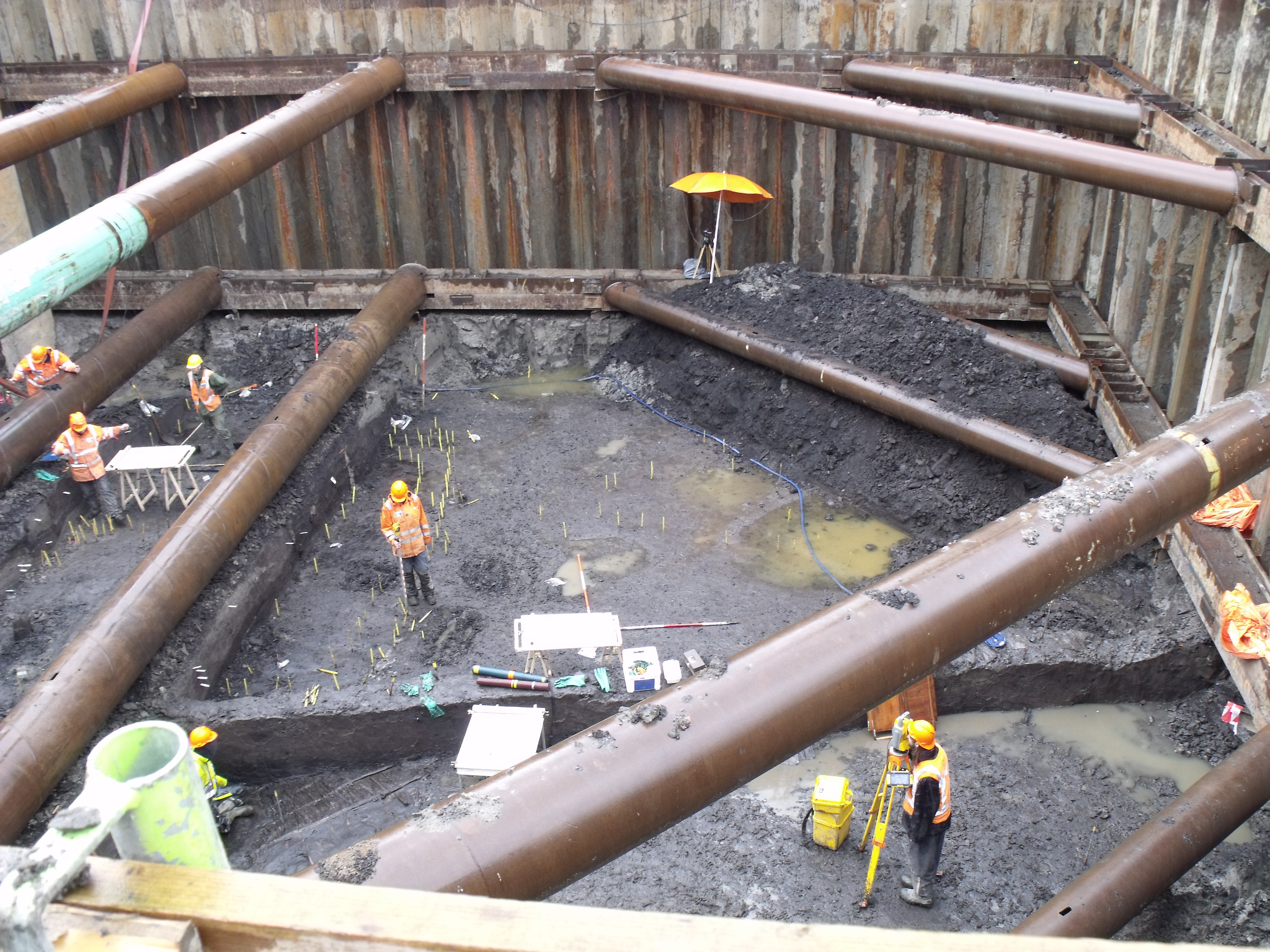
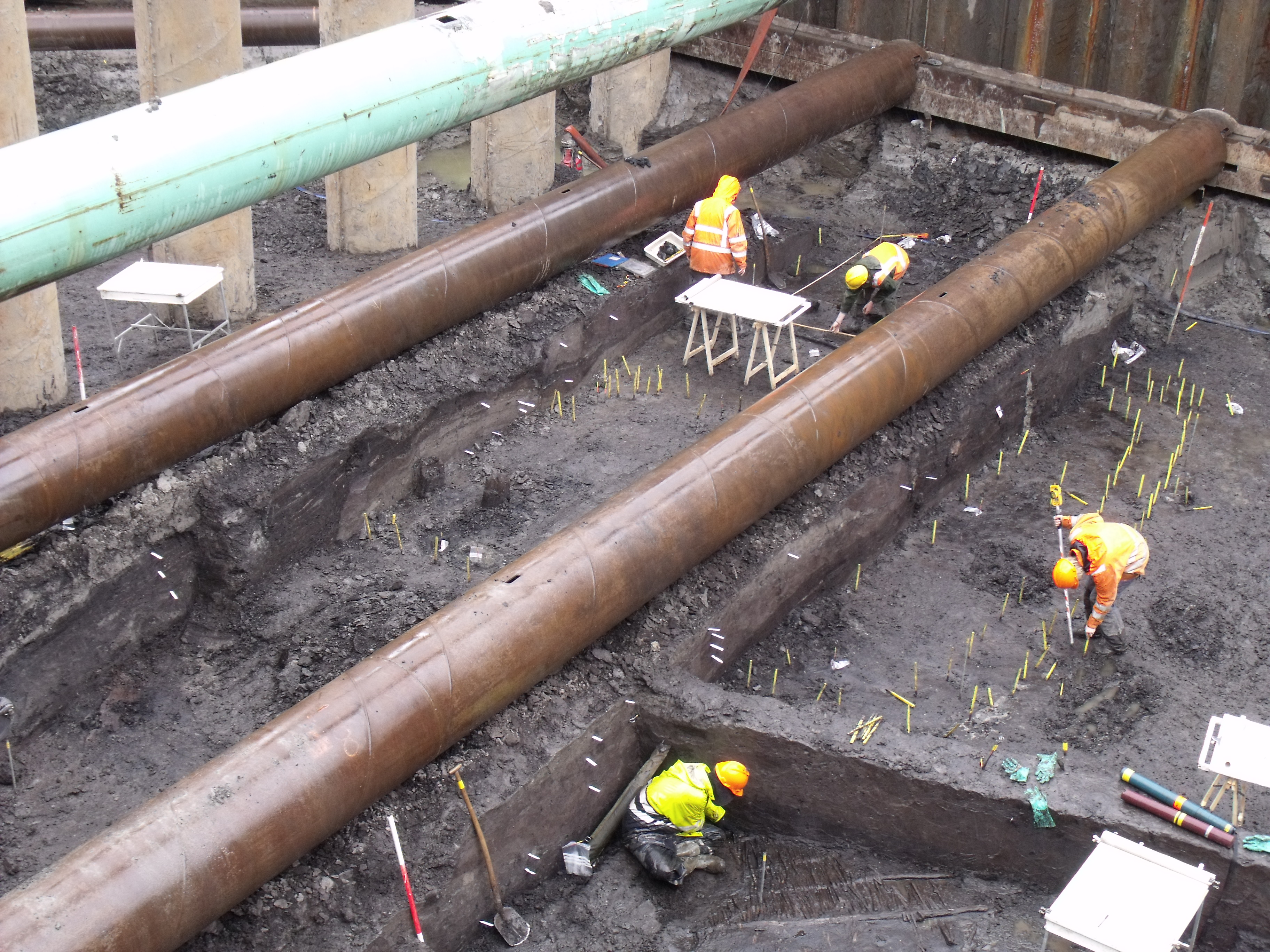
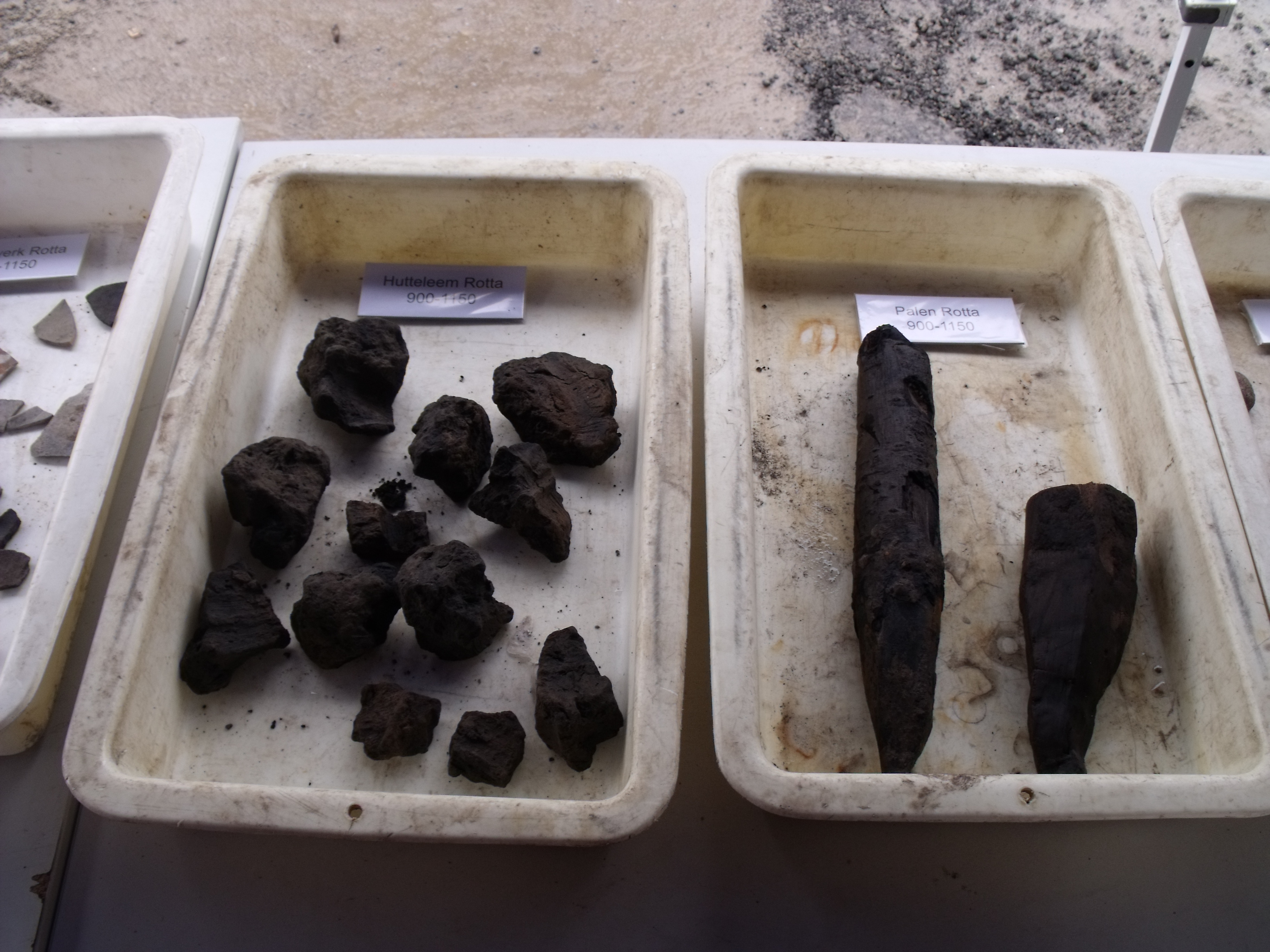
Aardewerk, huttenleem en palen van de huizen